# مودو سار
مودو سار (انگلیسی: Modou Sarr؛ زادهٔ ۱۲ مهٔ ۱۹۹۴) بازیکن فوتبال اهل گامبیا است.
وی همچنین در تیم ملی فوتبال گامبیا بازی کرده است.